# Liste des espèces du genre Puccinia

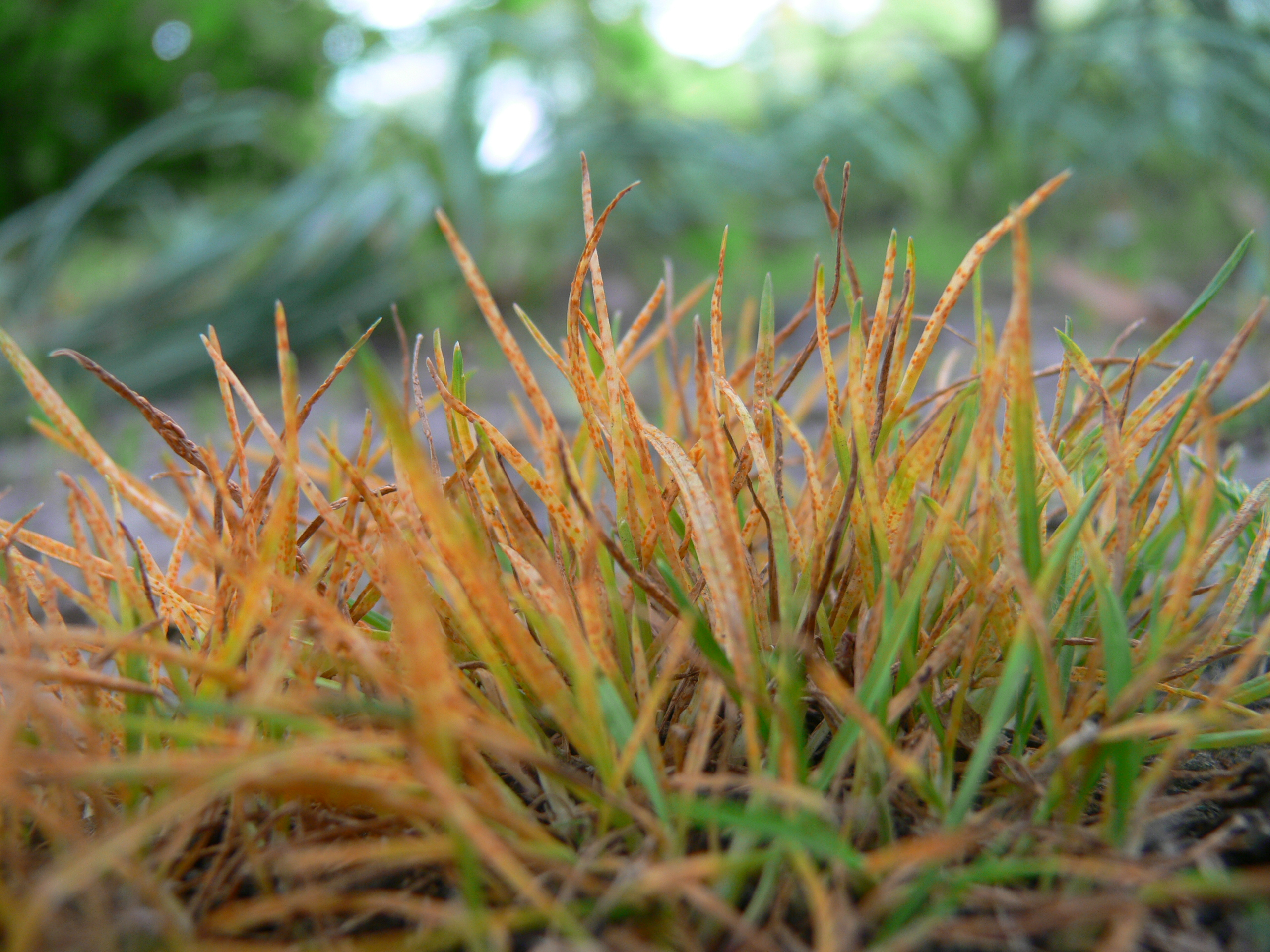
Puccinia poae-nemoralis parasitant le pâturin des prés (Poa pratensis).

Liste non exhaustive des espèces de champignons du genre Puccinia. 
Les espèces de ce genre sont des champignons phytopathogènes qui parasitent notamment toutes les espèces de céréales, à l'exception du riz, chez lesquelles ils provoquent des maladies connues sous le nom de rouilles. Ils sont responsables de pertes économiques importantes. 

## Liste
Selon le Dictionary of the Fungi (10e édition, 2008), ce genre cosmopolite comprend environ 4000 espèces.
- Puccinia abrotani
- Puccinia abrupta
- Puccinia acetosae
- Puccinia achilleae
- Puccinia adjuncta
- Puccinia adoxae
- Puccinia aegopodii
- Puccinia agrophila
- Puccinia akiraho
- Puccinia albescens
- Puccinia alboclava
- Puccinia albulensis
- Puccinia aletridis
- Puccinia allii
- Puccinia amphigena
- Puccinia andropogonis
- Puccinia anemones-virginianae
- Puccinia angelicae
- Puccinia angustata
- Puccinia anisotomes
- Puccinia annularis
- Puccinia antenori
- Puccinia anthemidis
- Puccinia antirrhini
- Puccinia apii
- Puccinia arachidis
- Puccinia arenariae
- Puccinia areolata
- Puccinia argentata
- Puccinia aristidae
- Puccinia aristolochiae
- Puccinia arnaudensis
- Puccinia aromatica
- Puccinia artemisiae-chamaemelifoliae
- Puccinia artemisiicola
- Puccinia arundinellae
- Puccinia asarina
- Puccinia asparagi
- Puccinia asperulae-cynanchicae
- Puccinia asphodeli
- Puccinia asterum
- Puccinia atkinsonii
- Puccinia aucta
- Puccinia austrina
- Puccinia barkhausiae-rhoeadifoliae
- Puccinia batatas
- Puccinia behenis
- Puccinia belamcandae
- Puccinia betonicae
- Puccinia bistortae
- Puccinia blechni
- Puccinia bonariensis
- Puccinia brachypodii
- Puccinia bulbocastani
- Puccinia bupleuri
- Puccinia burchardiae
- Puccinia butleri
- Puccinia buxi
- Puccinia cacabata
- Puccinia calcitrapae
- Puccinia calosperma
- Puccinia calthae
- Puccinia calthicola
- Puccinia cameliae
- Puccinia campanulae
- Puccinia canaliculata
- Puccinia canariensis
- Puccinia cancellata
- Puccinia cannae
- Puccinia caricina
- Puccinia caricis-araliae[2]
- Puccinia caricis-shepherdiae
- Puccinia carthami
- Puccinia caulicola
- Puccinia celmisiae
- Puccinia cephalandrae-indicae
- Puccinia chaerophylli
- Puccinia chaetochloae
- Puccinia chathamica
- Puccinia chloridis
- Puccinia chrysanthemi
- Puccinia chrysosplenii
- Puccinia cicutae
- Puccinia circaeae
- Puccinia circumalpina
- Puccinia citrina
- Puccinia cladii
- Puccinia clavata
- Puccinia clintonii
- Puccinia cnici
- Puccinia cnici-oleracei
- Puccinia coaetanea
- Puccinia cockaynei
- Puccinia cognata
- Puccinia commelinae
- Puccinia commelinae-benghalensis
- Puccinia commutata
- Puccinia conclusa
- Puccinia congesta
- Puccinia conii
- Puccinia contegens
- Puccinia coprosmae
- Puccinia coronata
- Puccinia costina
- Puccinia cousiniae
- Puccinia crepidicola
- Puccinia crepidis-asadbarensis
- Puccinia crepidis
- Puccinia crepidis-montanae
- Puccinia cribrata
- Puccinia crinitae
- Puccinia cuniculi
- Puccinia cyani
- Puccinia cygnorum
- Puccinia cynodontis
- Puccinia deyeuxiae-scabrescentis
- Puccinia dichondrae
- Puccinia difformis
- Puccinia dioicae
- Puccinia distichlidis
- Puccinia distincta
- Puccinia distorta
- Puccinia drabae
- Puccinia dracunculina
- Puccinia duthiei
- Puccinia egmontensis
- Puccinia elymi
- Puccinia elytrariae
- Puccinia emaculata
- Puccinia embergeriae
- Puccinia enceliae
- Puccinia epilobii
- Puccinia erianthi
- Puccinia eriophori
- Puccinia erythropus
- Puccinia euphrasiana
- Puccinia eutremae
- Puccinia evadens
- Puccinia extensicola
- Puccinia falcariae
- Puccinia fergussonii
- Puccinia ferruginosa
- Puccinia festucae
- Puccinia flaccida
- Puccinia flaveriae
- Puccinia flavescens
- Puccinia flourensiae
- Puccinia fodiens
- Puccinia foyana
- Puccinia fragosoana
- Puccinia freycinetiae
- Puccinia gahniae
- Puccinia galii-cruciatae
- Puccinia galii-verni
- Puccinia gei
- Puccinia gei-parviflori
- Puccinia gentianae
- Puccinia geranii-pilosi
- Puccinia gigantea
- Puccinia gigantispora
- Puccinia gladioli
- Puccinia glechomatis
- Puccinia glomerata
- Puccinia gnaphaliicola
- Puccinia grahamii
- Puccinia graminis
- Puccinia granulispora
- Puccinia harknessii
- Puccinia hectorensis
- Puccinia hederaceae
- Puccinia helianthi
- Puccinia helianthi-mollis
- Puccinia heliconiae
- Puccinia hemerocallidis
- Puccinia heraclei
- Puccinia heterospora
- Puccinia heucherae
- Puccinia hordei
- Puccinia horiana
- Puccinia hydrocotyles
- Puccinia hyssopi
- Puccinia hysterium
- Puccinia investita
- Puccinia iridis
- Puccinia isiacae
- Puccinia junci
- Puccinia juncophila
- Puccinia jurineae
- Puccinia kalchbrenneri
- Puccinia kansensis
- Puccinia keae
- Puccinia kenmorensis
- Puccinia kinseyi
- Puccinia kirkii
- Puccinia kochiae
- Puccinia koherika
- Puccinia komarovii
- Puccinia kopoti
- Puccinia kuehnii
- Puccinia kusanoi
- Puccinia lactucarum
- Puccinia lagenophorae
- Puccinia lapsanae
- Puccinia lateripes
- Puccinia liatridis
- Puccinia libanotidis
- Puccinia liberta
- Puccinia ligustici
- Puccinia liliacearum
- Puccinia lithospermi
- Puccinia ljulinica
- Puccinia longicornis
- Puccinia longissima
- Puccinia ludwigii
- Puccinia luzulae
- Puccinia lycii
- Puccinia lygodesmiae
- Puccinia maculosa
- Puccinia magnusiana
- Puccinia major
- Puccinia malvacearum
- Puccinia mania
- Puccinia mariae-wilsoniae
- Puccinia mariana
- Puccinia maurea
- Puccinia melanocephala
- Puccinia melanosora
- Puccinia melicae
- Puccinia menthae
- Puccinia mesomajalis
- Puccinia microsora
- Puccinia microspora
- Puccinia minussensis
- Puccinia minuta
- Puccinia miscanthi
- Puccinia mogiphanis
- Puccinia moliniae
- Puccinia monoica
- Puccinia montana
- Puccinia montanensis
- Puccinia morrisoni
- Puccinia moschata
- Puccinia muehlenbeckiae
- Puccinia mulgedii
- Puccinia myrsiphylli
- Puccinia nakanishikii
- Puccinia namua
- Puccinia nemoralis
- Puccinia nepalensis
- Puccinia nevadensis
- Puccinia nitida
- Puccinia noccae
- Puccinia novozelandica
- Puccinia oahuensis
- Puccinia obliqua
- Puccinia obscura
- Puccinia obtectella
- Puccinia operta
- Puccinia opizii
- Puccinia opulenta
- Puccinia orbicula
- Puccinia oreoboli
- Puccinia oxalidis
- Puccinia oxyriae
- Puccinia paludosa
- Puccinia pampeana
- Puccinia paspalina
- Puccinia patruelis
- Puccinia pattersoniae
- Puccinia pazschkei
- Puccinia pedatissima
- Puccinia pelargonii-zonalis
- Puccinia peristrophes
- Puccinia perlaevis
- Puccinia petasitis
- Puccinia phlomidis
- Puccinia phragmitis
- Puccinia phyllostachydis
- Puccinia physedrae
- Puccinia physospermi
- Puccinia pimpinellae
- Puccinia pittieriana
- Puccinia plagianthi
- Puccinia poarum
- Puccinia podophylli
- Puccinia podospermi
- Puccinia polemonii
- Puccinia polliniae
- Puccinia polygalae
- Puccinia polygoni-amphibii
- Puccinia polygonicola
- Puccinia polypogonobia
- Puccinia polysora
- Puccinia pounamu
- Puccinia pratensis
- Puccinia primulae
- Puccinia pritzeliana
- Puccinia prostii
- Puccinia psidii
- Puccinia ptarmicae
- Puccinia pulverulenta
- Puccinia pulvinata
- Puccinia punctata
- Puccinia punctiformis
- Puccinia purpurea
- Puccinia pusilla
- Puccinia pygmaea
- Puccinia rara
- Puccinia rautahi
- Puccinia recondita
- Puccinia reidii
- Puccinia rhei-undulati
- Puccinia rhodosensis[3]
- Puccinia ribesii-caricis
- Puccinia ribis
- Puccinia rigensis
- Puccinia rimosa
- Puccinia romagnoliana
- Puccinia rottboelliae
- Puccinia rubefaciens
- Puccinia ruelliae
- Puccinia rufescens
- Puccinia rufipes
- Puccinia rugulosa
- Puccinia ruizensis
- Puccinia rumicis-scutati
- Puccinia saccardoi
- Puccinia saniculae
- Puccinia santolinae
- Puccinia satyrii
- Puccinia saxifragae
- Puccinia saxifragae-ciliatae
- Puccinia scandica
- Puccinia schedonnardii
- Puccinia schileana
- Puccinia schoenus
- Puccinia schroeteri
- Puccinia scirpi
- Puccinia scleriae
- Puccinia scorzonerae
- Puccinia septentrionalis
- Puccinia sessilis
- Puccinia sherardiana
- Puccinia silphii
- Puccinia smyrnii
- Puccinia soldanellae
- Puccinia sorghi
- Puccinia sparganioides
- Puccinia spegazzinii
- Puccinia stachydis
- Puccinia striiformis
- Puccinia suaveolens
- Puccinia subcircinata
- Puccinia subnitens
- Puccinia substriata
- Puccinia swertiae
- Puccinia tanaceti
- Puccinia tararua
- Puccinia tekapo
- Puccinia tenuispora
- Puccinia thalaspeos
- Puccinia thaliae
- Puccinia thesii
- Puccinia thuemenii
- Puccinia thwaitesii
- Puccinia thymi
- Puccinia tiritea
- Puccinia tirolensis
- Puccinia toa
- Puccinia triticina
- Puccinia tumida
- Puccinia turgida
- Puccinia tweediana
- Puccinia uliginosa
- Puccinia umbilici
- Puccinia unciniarum
- Puccinia urticae
- Puccinia urticata
- Puccinia ustalis
- Puccinia variabilis
- Puccinia verbesinae
- Puccinia veronicae
- Puccinia veronicae-longifoliae
- Puccinia verruca
- Puccinia vincae
- Puccinia violae
- Puccinia virgae-aureae
- Puccinia virgata
- Puccinia vittadiniae
- Puccinia vossii
- Puccinia wahlenbergiae
- Puccinia wattiana
- Puccinia whakatipu
- Puccinia willemetiae
- Puccinia windsoriae
- Puccinia xanthii
- Puccinia ziziphorae
- Puccinia zoysiae